# Kiełpin-Wymysłowo
Kiełpin-Wymysłowo – osada w Polsce, w województwie kujawsko-pomorskim, w powiecie tucholskim, w gminie Tuchola, na Pojezierzu Krajeńskim, na skraju Tucholskiego Parku Krajobrazowego. Wchodzi w skład sołectwa Kiełpin.
Do 2023 miejscowość była osadą wsi Kiełpin.
W latach 1975–1998 osada administracyjnie należała do województwa bydgoskiego.